# Mammillaria
Mammillaria Haw., 1812 è un genere di piante succulente appartenenti alla famiglia delle Cactacee, che comprende oltre 150 specie ampiamente diffuse nell'ecozona neotropicale.
Il nome del genere deriva dal greco mamilla (mammella) in riferimento alla forma dei tubercoli più o meno grandi presenti in ogni specie.

## Descrizione
Le piante hanno tutte fusti globulari o cilindrici solitamente bassi; possono essere sia ramificanti che accestenti. 
I tubercoli, di forma varia (cilindrici, conici, tetragonali), sono forniti di un'areola più o meno lanosa provvista di spine. 
Queste, differenziate in radiali e centrali, hanno forma, lunghezza e consistenza le più varie. 
In molte specie del genere una o più spine centrali sono uncinate. La robustezza di alcune di esse è tale da essere utilizzate, dalle popolazioni locali, come ami da pesca.
Tra i tubercoli vi è l'ascella, a seconda delle specie glabra o lanosa. 
Da qui avviene la fioritura che nel genere Mammillaria è periapicale (in altre specie di cactaceae la fioritura è areolare). 
Il fiore è piccolo (ma alcune specie hanno fioriture vistose per dimensioni e colore dei fiori), di colore rosa o fucsia o bianco o giallo (verde nella M. marksiana)o variegato.
L'anno successivo alla fioritura l'ascella fiorita emetterà il frutto, generalmente allungato e di color rosso (può essere anche verde pallido, giallo, bruno), edule in alcune specie. 
L'apice è generalmente lanoso.
Alcune specie di Mammillaria se incise emettono un lattice di aspetto simile a quello delle Euphorbiaceae.

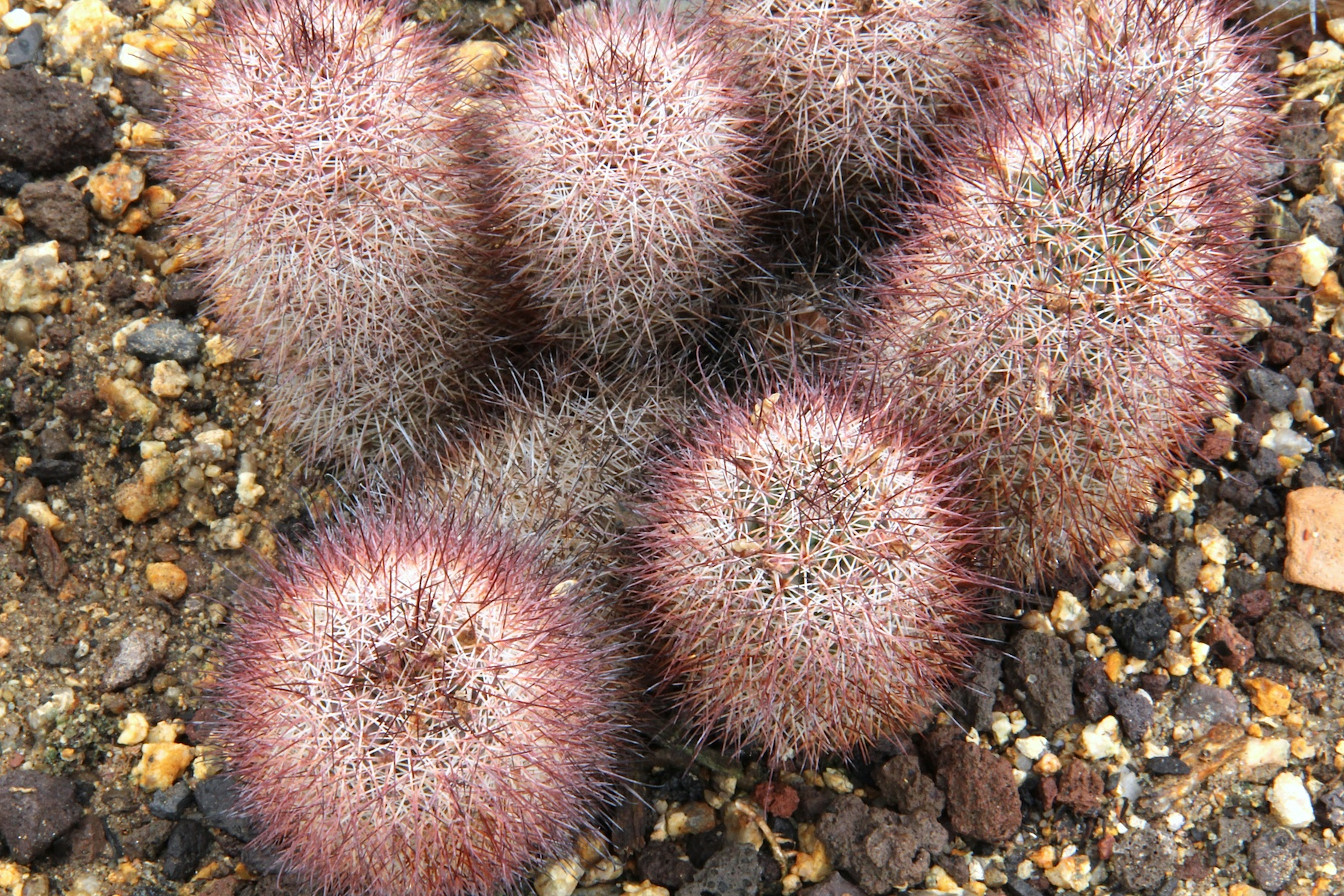
Mammillaria albicans

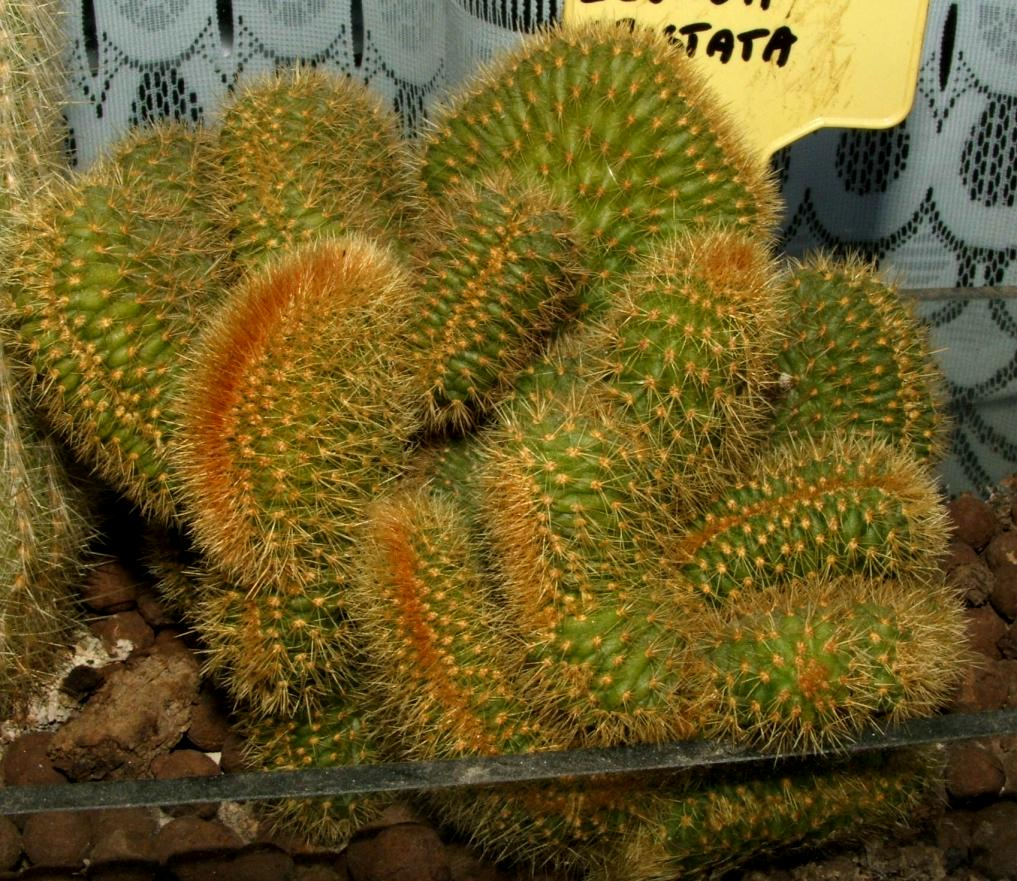
Mammilaria crestata

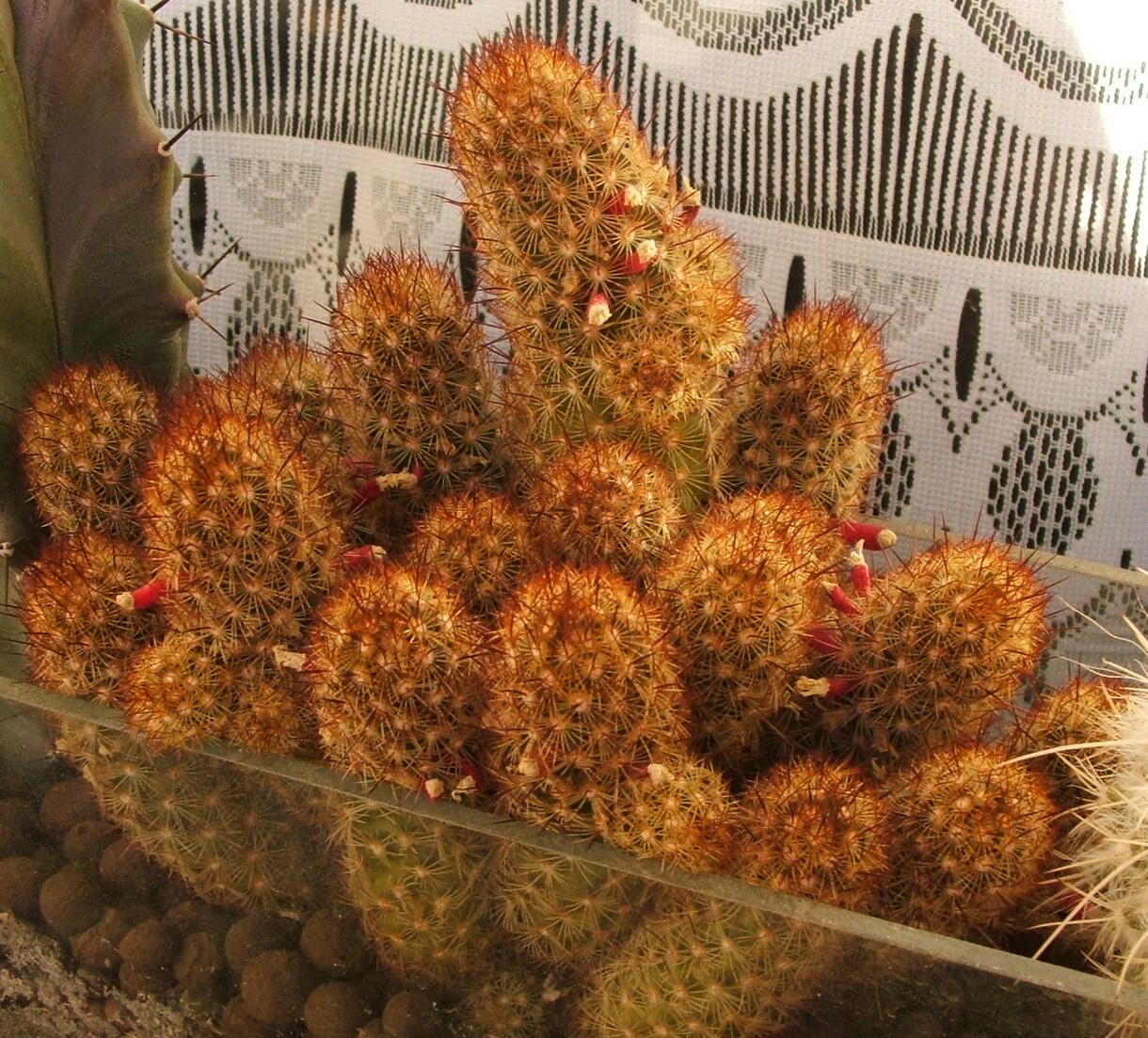
Mammilaria elongata

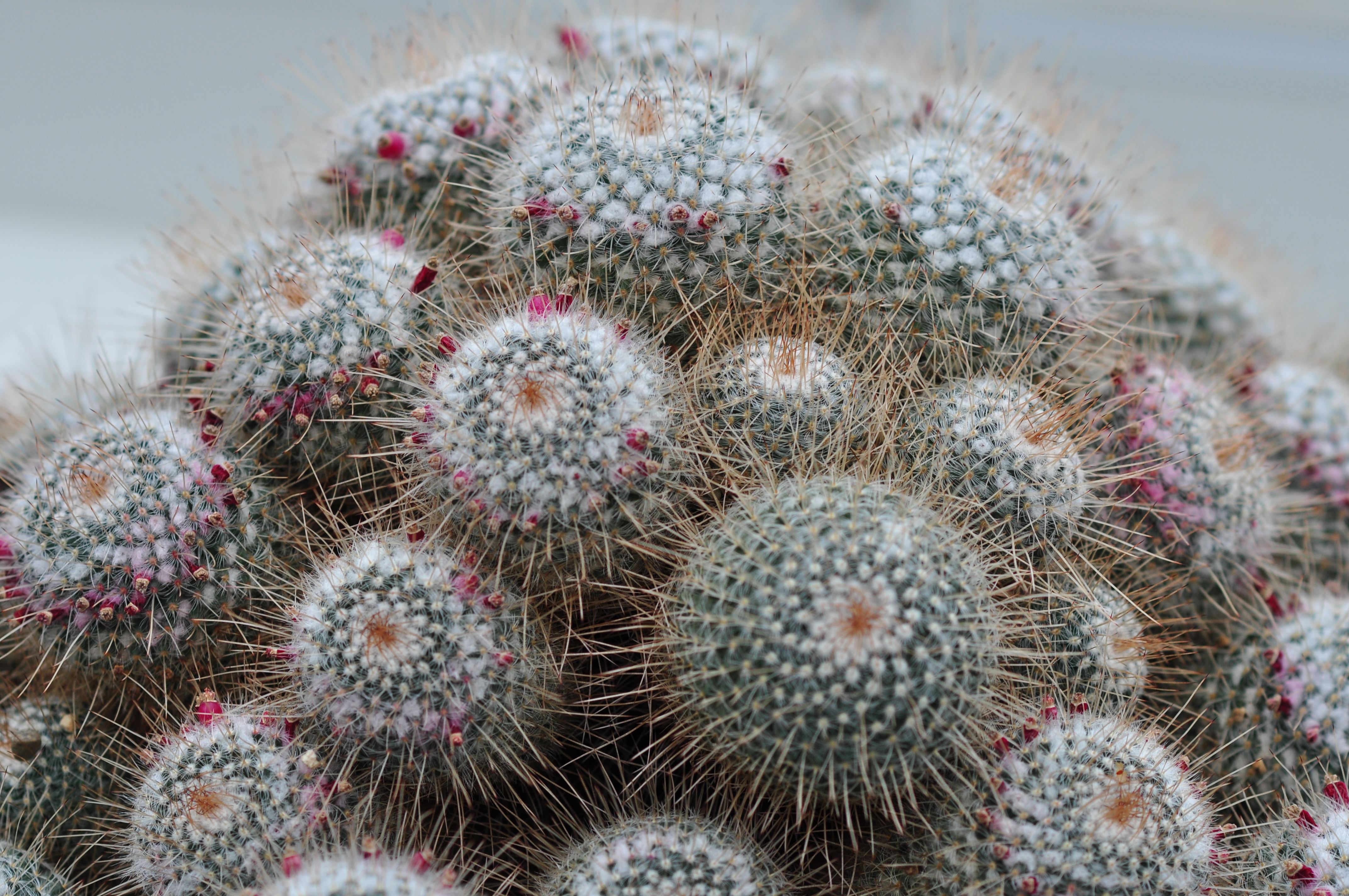
Mammilaria geminispina

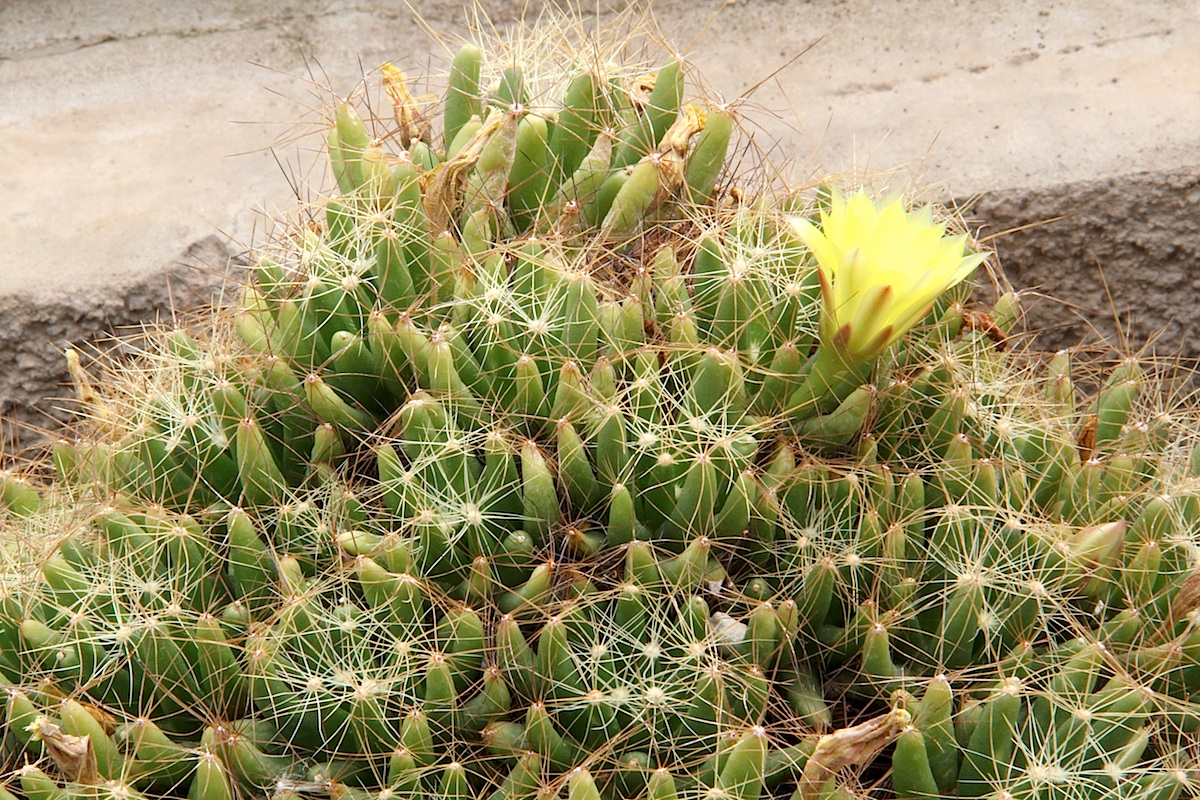
Mammillaria longimamma

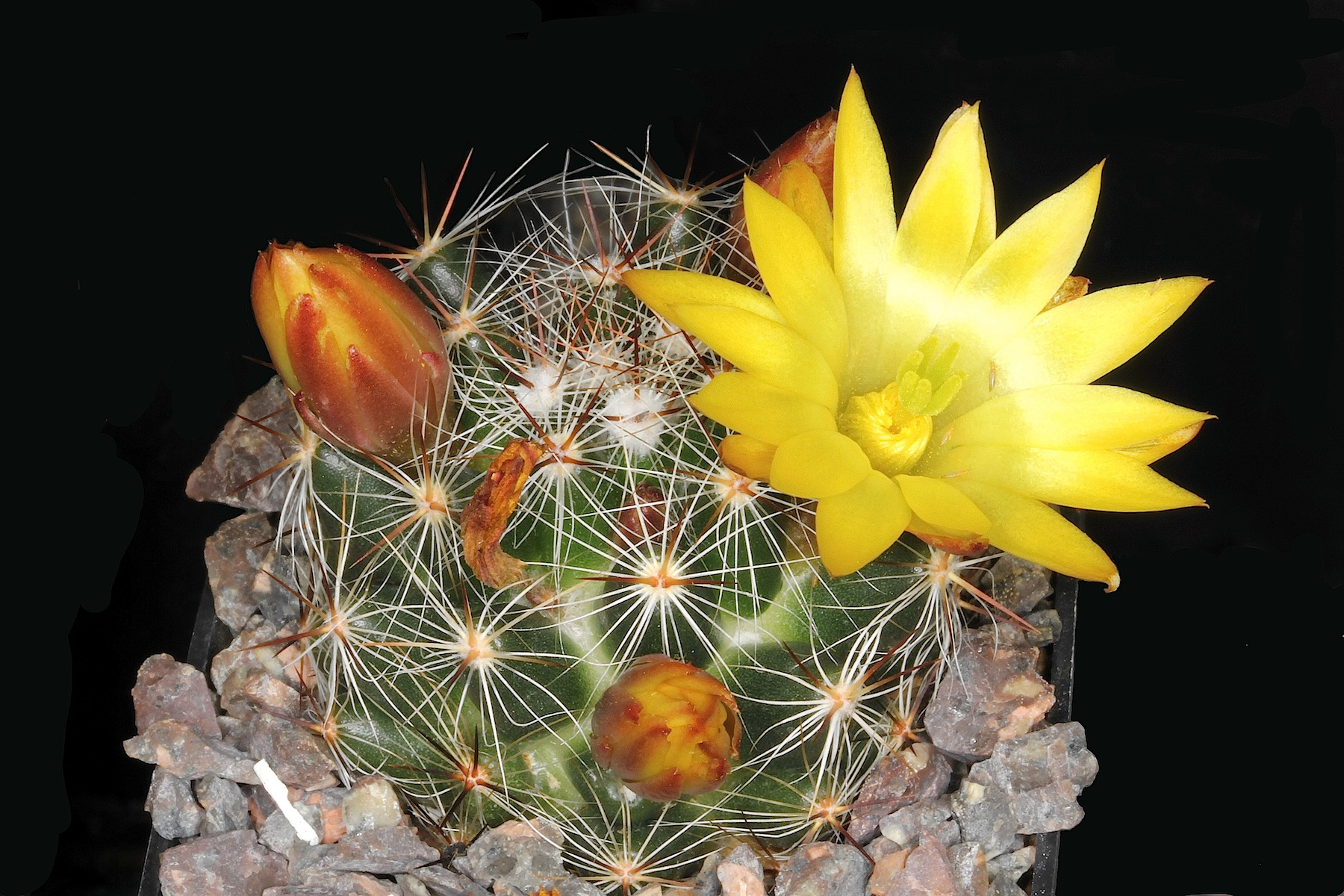
Mammillaria melaleuca

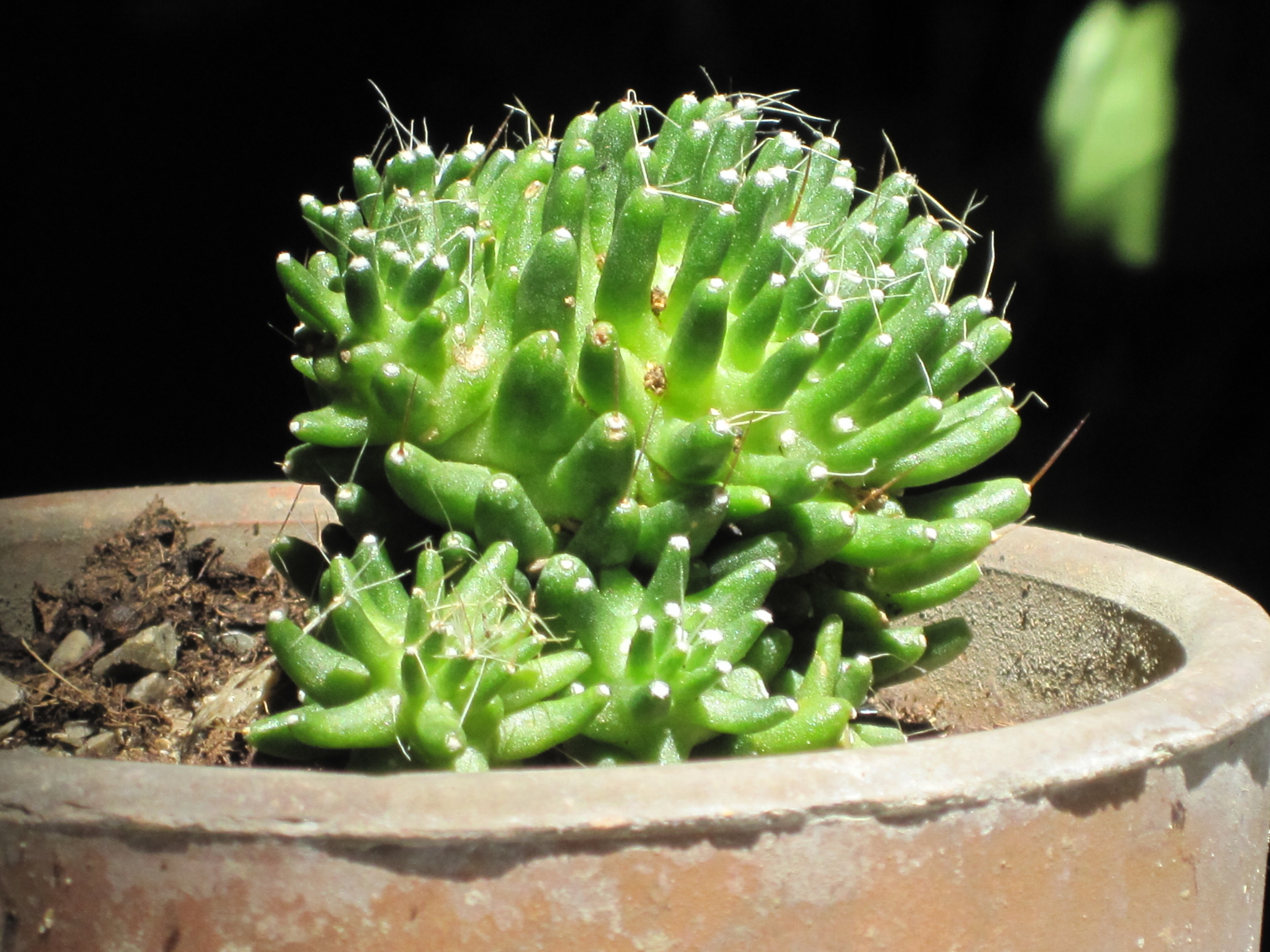
Mammillaria painteri

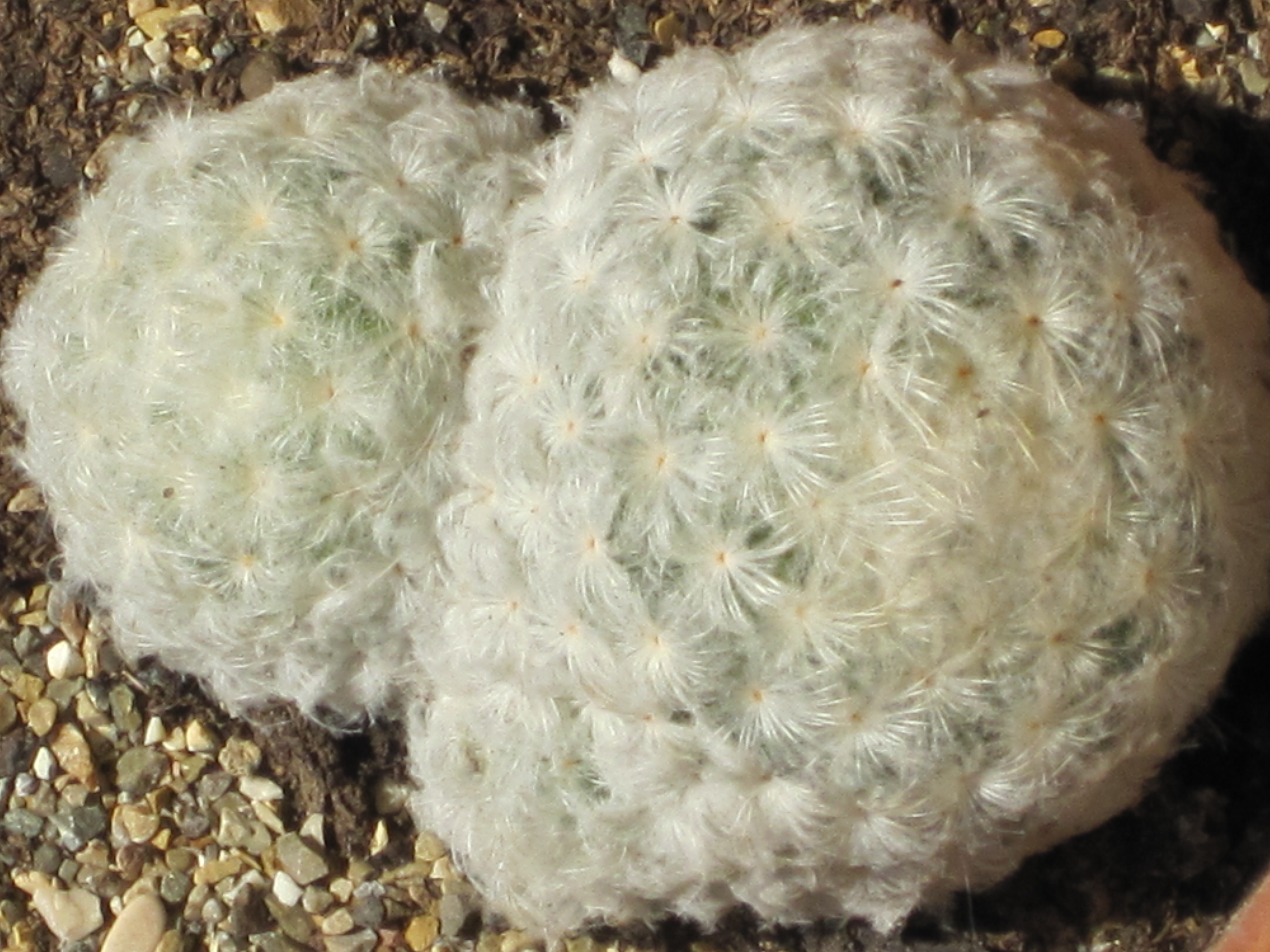
Mammillaria plumosa

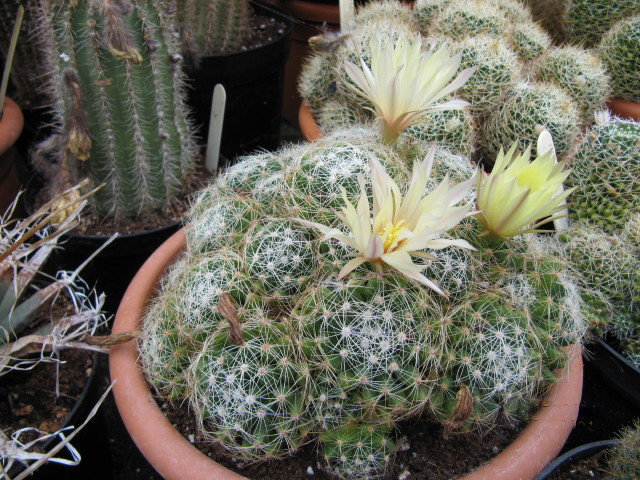
Mammillaria sphaerica

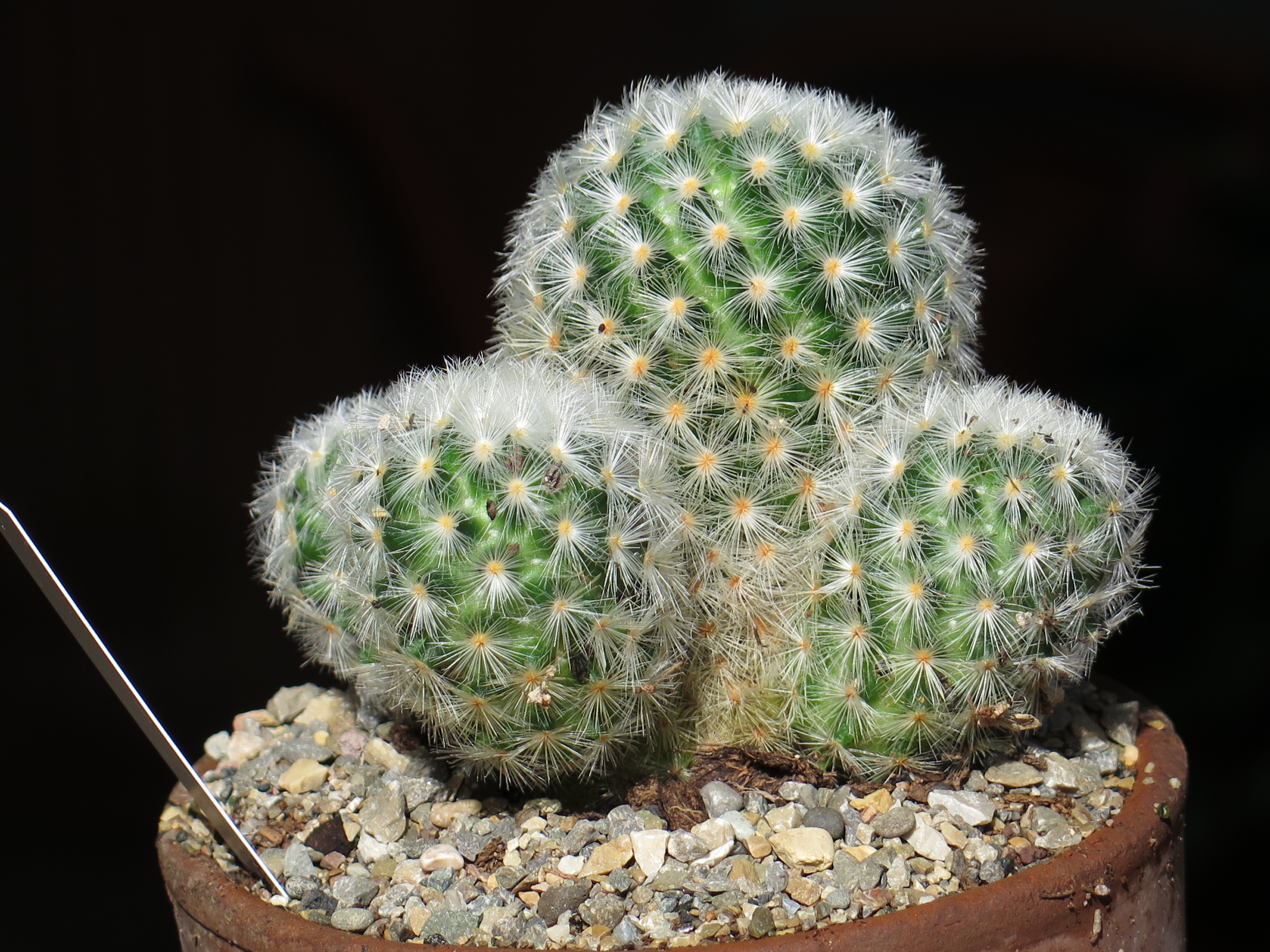
Mammillaria carmenae

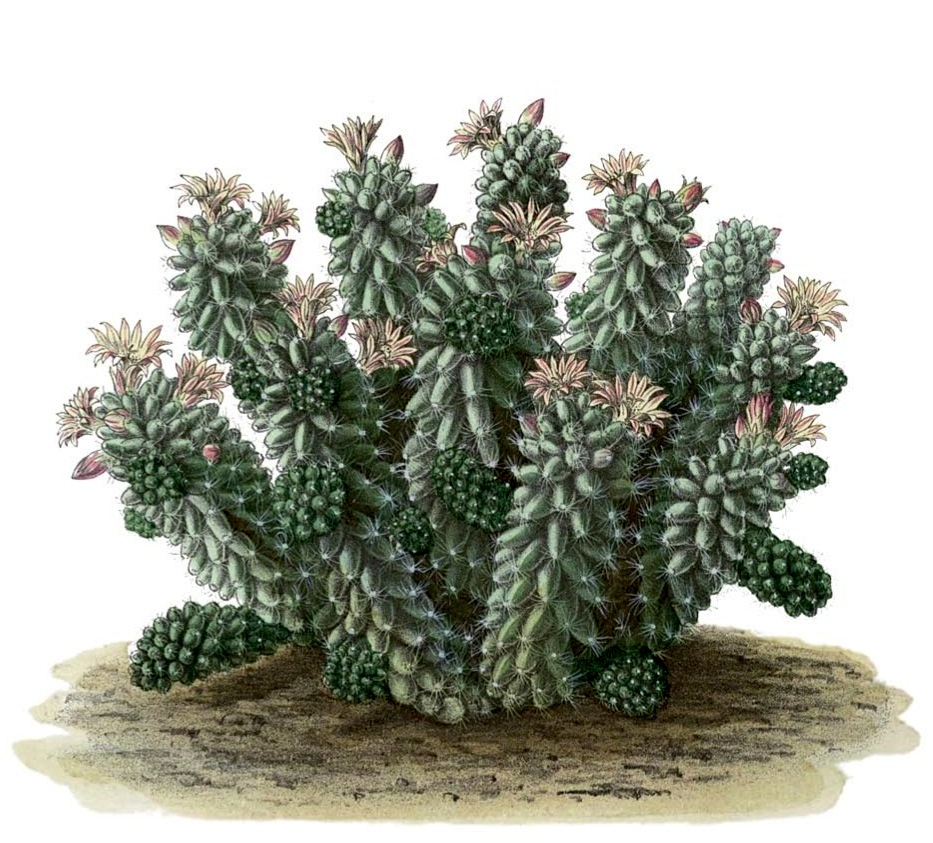
Mammillaria vetula

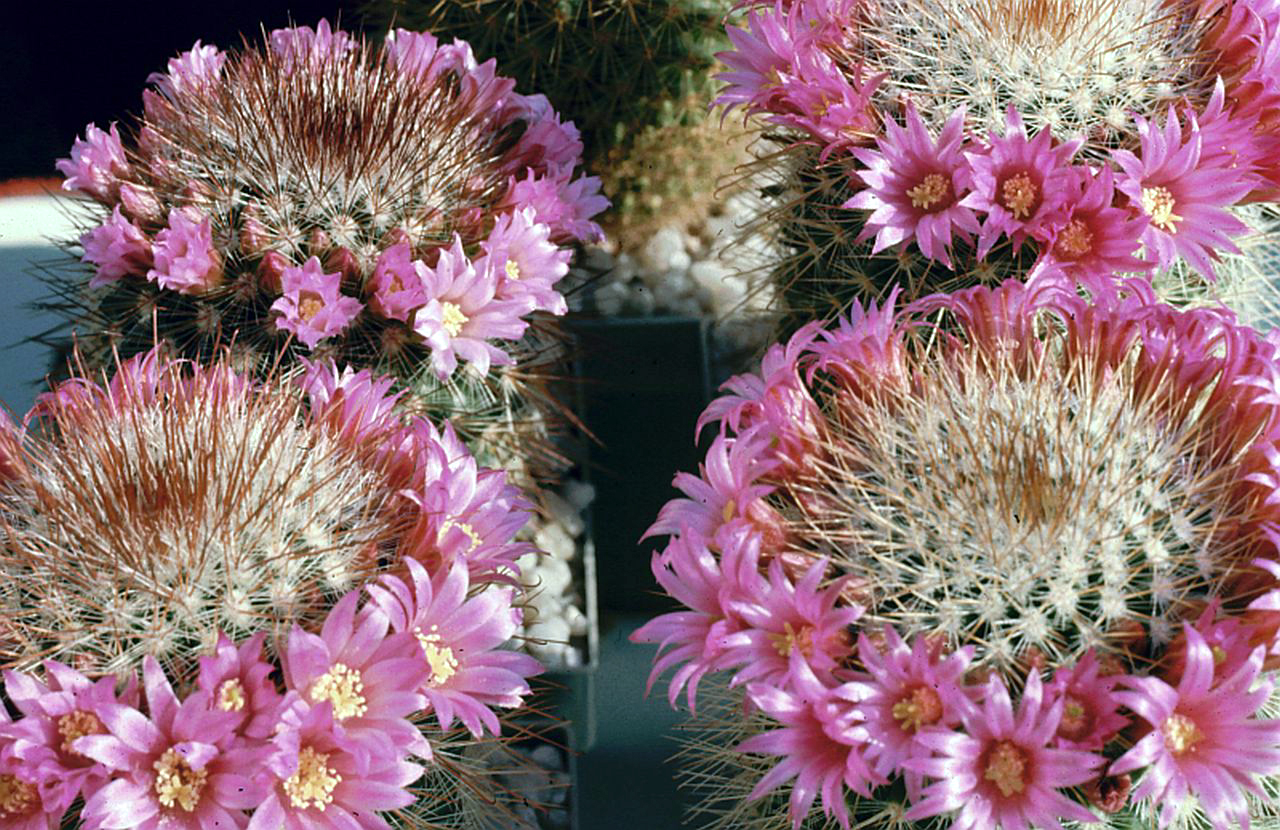
Mammillaria zeilmanniana

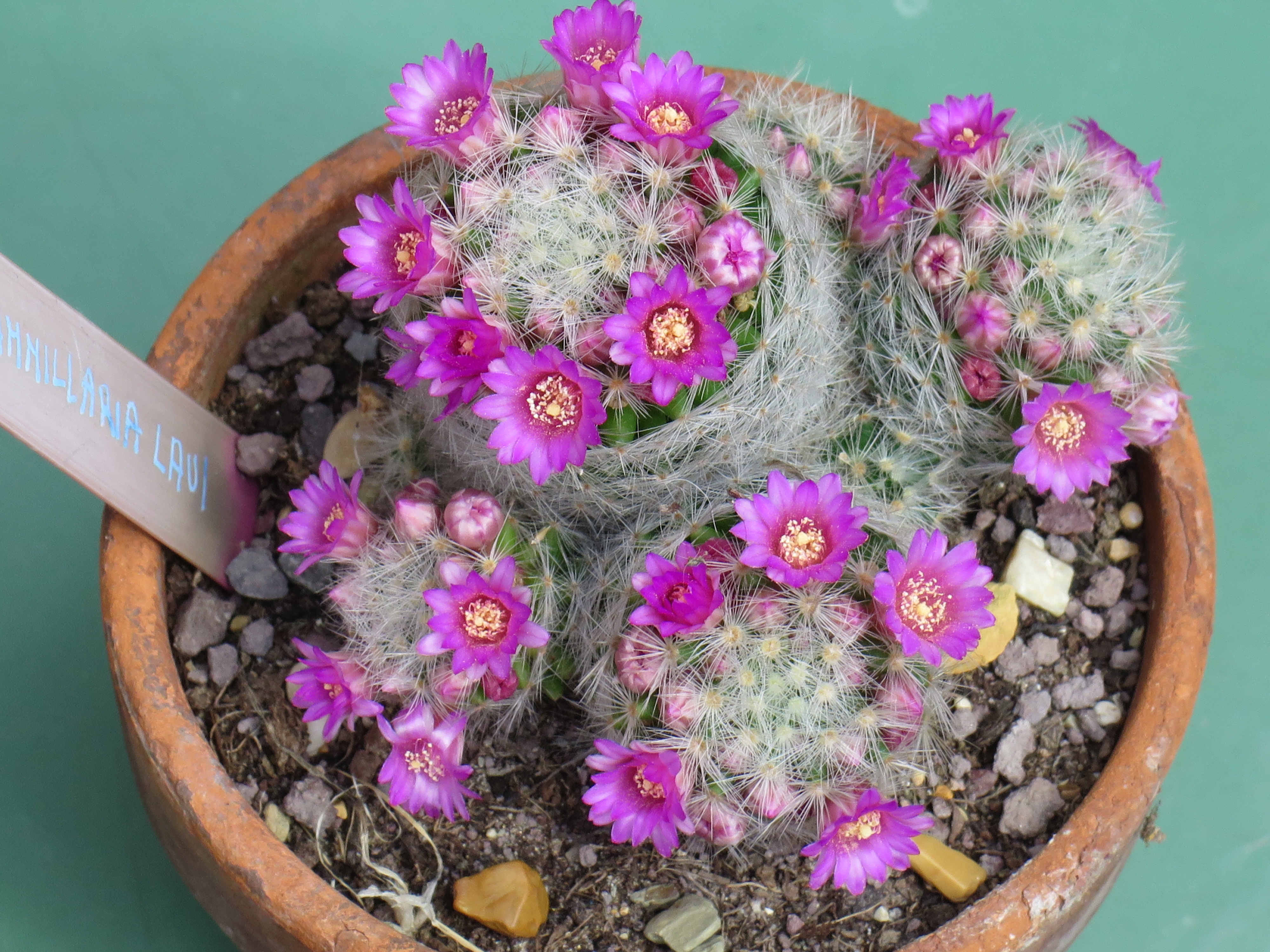
Mammillaria laui

## Distribuzione e habitat
L'areale del genere Mammillaria si estende dal sud degli Stati Uniti, attraverso il Messico, l'America centrale e i Caraibi, sino alla Colombia e al Venezuela.
Le varie specie crescono in ambienti diversificati: desertici, semidesertici e praterie.

## Tassonomia
Il genere comprende 154 specie tra cui:
- Mammillaria albicans (Britton & Rose) A. Berger – ha forma globosa con spine bianche che ricoprono completamente il fusto; i fiori sono rossi
- Mammillaria albicoma (Boed.)
- Mammillaria bocasana Poselger – ha il fusto completamente coperto di peli setosi bianchi con spine brunate; i fiori sono rosa o bianco crema
- Mammillaria carretii Rebut ex K. Schum.
- Mammillaria decipiens Scheidw. – ha tubercoli larghi e spine rosse; i fiori sono rosa o bianchi
- Mammillaria elongata DC. – ha fusti cilindrici di piccole dimensioni e tubercoli posti a spirale lungo il fusto, le areole hanno spine disposte a forma di stella; i fiori sono bianchi
- Mammillaria geminispina Haw. – ha fusti cilindrici tubercoli rilevati, areole con spine bianche mentre la centrale è scura; i fiori sono rossi
- Mammillaria hahniana Werderm. – ha forma globulare, lunghi peli setolosi e fiori rossi
- Mammillaria karwinskiana Mart. – di forma globulare di colore verde-blu, areole con poche e forti spine; i fiori sono color crema
- Mammillaria longiflora (Britton & Rose) A.Berger – ha tubercoli lunghi e sottili con numerosissime fini spine con la centrale uncinata; i fiori hanno una lunga base a forma di imbuto e sono di colore rosa
- Mammillaria longimamma DC.
- Mammillaria magnimamma Haw. – ha fusto globulare, tubercoli a forma di cono con areole che portano poche spine ricurve; i fiori sono color crema
- Mammillaria melaleuca Karw. ex Salm-Dyck
- Mammillaria nunezii (Britton & Rose) Orcutt – Ha fusto colonnare spine sottili e fiori rossi
- Mammillaria orcuttii Boed. – ha l'apice del fusto coperto di una folta peluria bianca; i fiori sono di color rosso chiaro
- Mammillaria plumosa F.A.C.Weber – ha fusti globulari ricoperti di spine bianche morbide e piumose; i fiori sono bianchi o rosa
- Mammillaria prolifera (Mill.) Haw. – ha sia fusti globulari che cilindrici ramificati o accestenti, tubercoli morbidi e lunghi peli, areole con spine pelose e fiori gialli
- Mammillaria rhodantha Link & Otto – ha fusti cilindrici nella pianta adulta e globulari nella pianta giovane, tubercoli rotondi, spine bianche con spina centrale bruna, fiori color rosa
- Mammillaria sphaerica A. Dietr.
- Mammillaria spinosissima Lem. – ha fusto cilindrico interamente coperto da spine bianche e brune; i fiori sono rosso scuro
- Mammillaria surculosa Boed.
- Mammillaria zeilmanniana Boed. – è la più fiorifera tra le varie specie di Mammillaria

### Sinonimi
I seguenti generi sono stati inclusi nel genere Mammillaria:
- Bartschella Britton e Rose
- Cactus L.
- Chilita Orcutt
- Dolichothele (K.Schum.) Britton & Rose
- Ebnerella Buxb.
- Escobariopsis Doweld
- Haagea Fric
- Krainzia Backeb.
- Lactomamillaria Fric
- Leptocladodia Buxb.
- Leptocladodia Buxb.
- Mamillopsis (É.Morren) F.A.C.Weber ex Britton & Rose
- Mammariella Shafer
- Mammilloydia Buxb.
- Melocactus Boehm.
- Neomammillaria Britton & Rose
- Oehmea Buxb.
- Phellosperma Britton e Rose
- Porfiria Boed.
- Pseudomammillaria Buxb.
- Solisia Britton & Rose

## Coltivazione
La coltivazione di questo genere richiede, come per tutte le piante succulente, un terreno molto poroso e drenante composto da terra con aggiunta di una percentuale variabile di materiali drenanti come lava, sabbia, ghiaia grossolana o pomice.
La posizione richiesta è soleggiata o di pieno sole a seconda della specie e le annaffiature dovranno essere regolari da aprile a settembre, per interrompersi completamente nel periodo compreso tra ottobre e marzo. Infatti, le mammillarie, come tutte le cactaceae in questi mesi entrano in una stasi vegetativa che non richiede alcuna annaffiatura.
Le specie con fitta lanosità e peluria apicale ed ascellare e/o con numerose spine hanno una maggiore tolleranza al sole diretto mentre quelle con spine rade ed ascelle nude ne mostrano una minore resistenza necessitando di esposizioni meno dirette ma pur sempre intensamente luminose. Ciò per evitare scottature e deturpazioni al fusto.
Questo genere di piante annovera specie che possono sopportare sia temperature alte in estate che basse in inverno, anche al di sotto dei 0 °C per brevissimi periodi se completamente asciutte.
G. Lodi, pioniere bolognese della cactusfilia italiana, durante i rigidi inverni conservava le sue piante, per mesi, in stanze buie e fredde, al secco.
Non mantenere le piante, in inverno, in locali scarsamente illuminati, è facile che esse possano eziolare.
La moltiplicazione avviene per seme. Questi vengono sparsi su un letto di sabbia mantenuta costantemente umida, soleggiata ed aerata per impedire la formazione di muffe e ad una temperatura non inferiore ai 21 °C. Per quelle poche specie che tendono ad accestire è possibile utilizzare i polloni prodotti dalla pianta. Quale che sia la tecnica che decidiate di adottare per la sua propagazione occorre tenere presente che la moltiplicazione per seme ha con sé lo svantaggio che, subentrando la variabilità genetica, non si è certi d'avere delle piante uguali alla pianta madre. Pertanto se si desidera ottenere una pianta ben precisa o non si è certi della qualità del seme che si sta utilizzando, è bene fare la moltiplicazione per polloni.
Le specie del genere Mammillaria hanno due fioriture annuali, una primaverile ed una tardoestiva - autunnale.
Per favorirle e stimolarle entrambe far rispettare alle piante un periodo di secco e di freddo invernale ed un periodo di secco nel mese di agosto (ciclo naturale, clima desertico)seguito, in questo caso, da nuove irrigazioni sino ai rigori dell'autunno o dell'inverno (a seconda delle località di coltivazione), quando andranno nuovamente sospese.